# Pierzak miejski
Pierzak miejski (Heterotoma planicornis) – gatunek pluskwiaka z rodziny tasznikowatych i podrodziny Mirinae.
Ciało długości od 4,5 do 5,5 mm, ciemne z zielonkawymi odnóżami. Czułki o drugim członie spłaszczonym i rozszerzonym.
Żeruje na owadach oraz pąkach i niedojrzałych owocach roślin.
W Europie wykazany został z Austrii, Belgii, Bułgarii, Czech, Danii, Francji, Grecji, Hiszpanii, Holandii, Irlandii, Liechtensteinu, Luksemburgu, Mołdawii, Niemiec, Norwegii, Polski, Portugalii, Rumunii, Rosji, w tym obwodu królewieckiego, Szwecji, Szwajcarii, Ukrainy, Węgier, Wielkiej Brytanii i Włoch.